# Ilse Heller-Lazard
Ilse Heller-Lazard (3 août 1884 à Metz - 10 janvier 1934 à Neuilly-sur-Seine), est une peintre germano-suisse. Elle a laissé de nombreux paysages et des portraits.

## Biographie
Issue de la bourgeoisie juive allemande, Ilse Rosy Lazard naît le 3 août 1884 à Metz, alors ville de garnison d'Alsace-Lorraine. Comme Louyot, Pellon et bien d'autres artistes de cette génération, elle part à Munich pour suivre des études artistiques. Là, elle habite avec sa sœur Lou Albert-Lasard, qui suit la même voie. Elle séjourne ensuite brièvement à Strasbourg, Florence et Oxford.
En 1910, Ilse Lazard épouse Paul Gayer, qu'elle quitte en 1911. Elle suit alors des cours à l'école d'art de Dresde avec Johann Walter-Kurau, un peintre germano-letton. De retour à Berlin en 1914, elle suit les cours du sculpteur Arthur Lewin-Funcke et du peintre Lovis Corinth. En 1915, elle rencontre Ernst Heller (1894-1972), qu'elle épouse à Zurich en 1918. Ilse côtoie alors Cuno Amiet et le collectionneur Fritz Meyer-Fierz.
En juin 1919, Ilse expose à Zurich. Fin 1919, elle s'installe à Rome, où elle reste jusqu'en 1927. Elle connait ses premiers problèmes de santé. Après le décès de son père, elle bénéficie d'une plus grande indépendance financière. Fin 1927, Ilse s'installe à Paris. Elle continue à voyager en France, en Allemagne, en Suisse et en Espagne. À l'été 1933, Ilse Heller Lazard apprend qu'elle souffre d'une maladie incurable. Opérée, Ilse Heller-Lazard meurt des suites de l'opération, à Neuilly-sur-Seine, le 10 janvier 1934.

## Œuvres

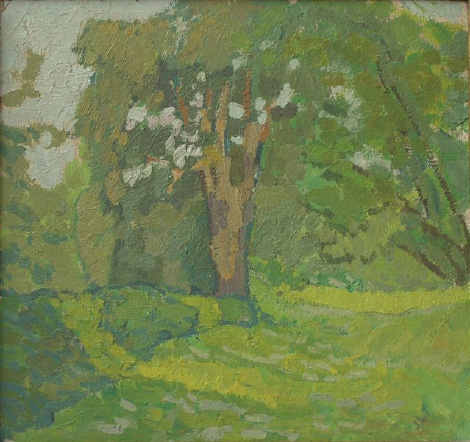
Paysage au Danemark, no 4 du catalogue des œuvres.
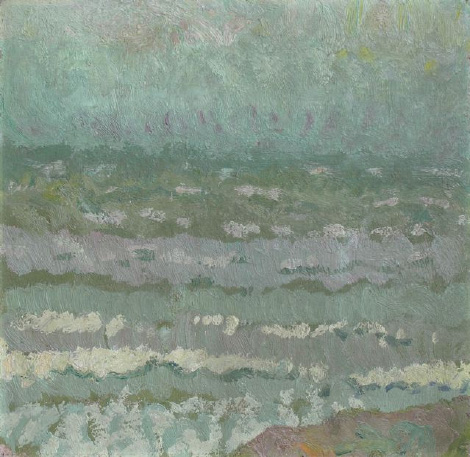
Mer pendant l'orage, no 7 du catalogue des œuvres.
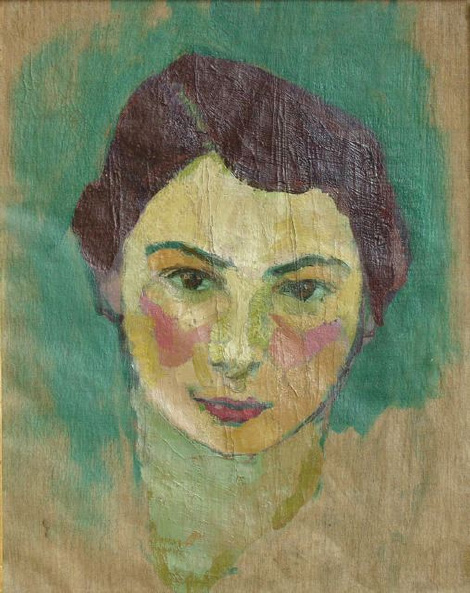
Autoportrait, no 14 du catalogue des œuvres.
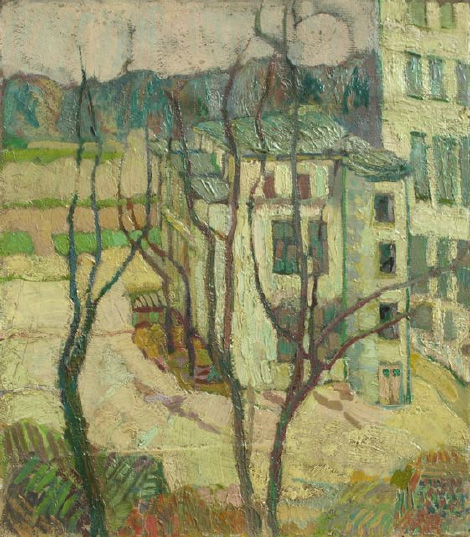
Maison dans le lointain, no 140 du catalogue des œuvres.
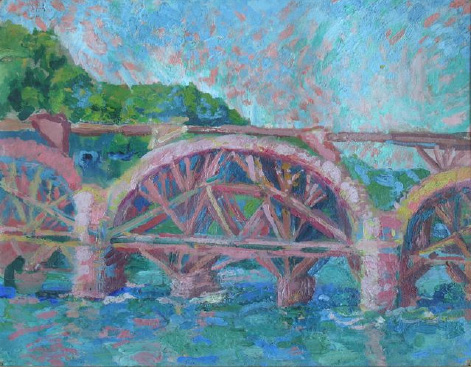
Pont en construction, no 52 du catalogue des œuvres.
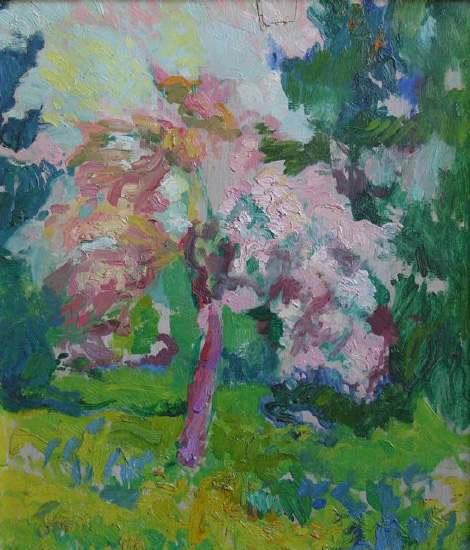
Pommier en fleur, no 53 du catalogue des œuvres.
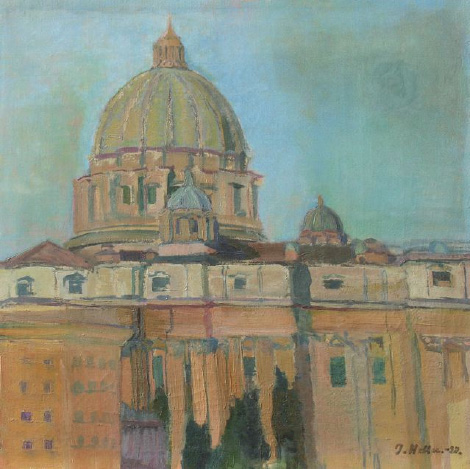
Saint-Pierre de Rome, no 74 du catalogue des œuvres.
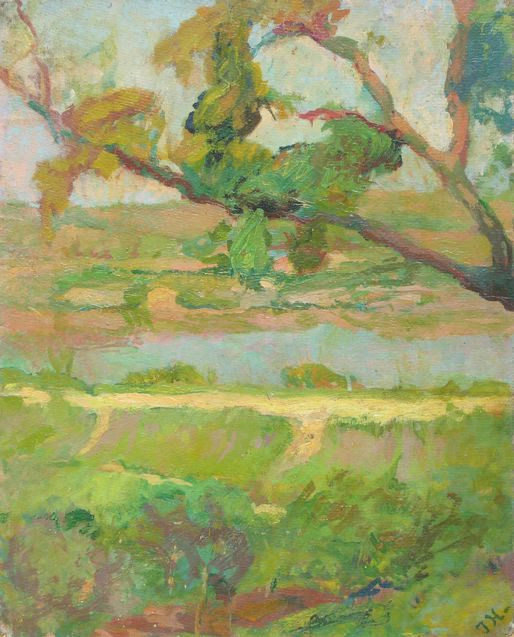
Paysage du Tibre, no 82 du catalogue des œuvres.
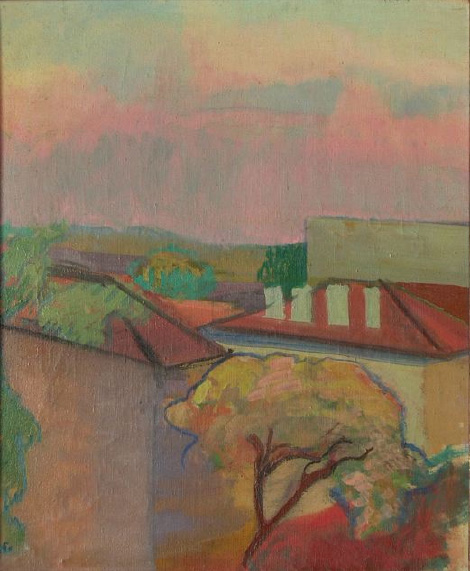
Paysage de toits de Paris, no 106 du catalogue des œuvres.
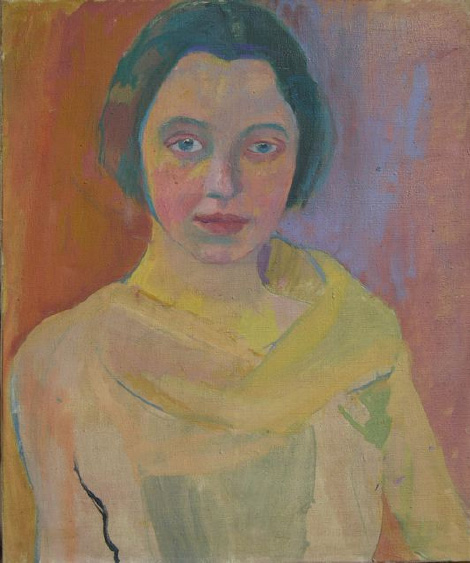
Portrait de Maja Klauser, no 136 du catalogue des œuvres.

## Expositions collectives
- Juryfreie Kunstschau, Berlin, 1916. Vier Werke
- Kunsthaus Zürich, 4– 29 juin 1919. Vierzehn Werke

## Expositions personnelles
- Der Auftrag der Farbe. Die Expressionistin Ilse Heller-Lazard., Das Verborgene Museum, Berlin, 1er octobre 2009-31 janvier 2010
- Ilse Heller-Lazard. 1884-1934. Eine Expressionistin in Eglisau., Ortsmuseum, Eglisau, 20 août 2011-18 septembre 2011
- Ilse Heller-Lazard. 1884-1934. Im Halbschatten der Zeit., Städtischen Wessenberg-Galerie, Constance, 2012.